# 동두천·포천-의정부 전투
동두천·포천-의정부 전투(議政府戰鬪)는 1950년 6월 25일 ~ 6월 26일, 한국 전쟁 발발 당시에 동 지역에서 유재흥 준장이 지휘하는 제7사단(사단사령부 서울 북쪽 17km 의정부 소재)과 대전 지역에 주둔하다 급파된 이형근 준장이 지휘하는 제2사단이 북한군 김웅 중장이 지휘하는 제1군단 예하의 제4사단, 제3사단 및 제105기갑여단의 침공에 맞선 방어전이다. 이를 세부적으로 25일의 동두천 전투 및 포천 전투 그리고 26일은 의정부 전투로 구별하기도 한다.
38선에 경계한 동두천·포천과 그 후방인 의정부 지역은 제7사단의 예하 제1연대(동두천 담당)와 제9연대(포천 담당) 및 포병·공병이 방어를 담당하고 있었다. 그러나, 실제로는 전쟁 직전에 연대병력의 대부분이 후방인 의정부 지역에서 기초훈련에 참여하고 있어서, 동두천과 포천에는 각각 1개 대대만 경비를 담당하고 있었다. 한편 북한군은 연천-동두천-의정부와 철원_포천_의정부 루트를 거쳐 서울을 조기 점령하려는 계획하에 제1군단(군단장 김웅 중장)의 2개 사단이 의정부 정면을 집중 공격할 준비를 해 두었다. 이와 같이 북한군은 처음부터 여기에 공격의 중점을 두고 병력과 화력을 집중 투입한데 반하여 국군 측에서는 아무런 대비 없이 이와 맞섬으로써 전투 초기의 상황이 급박하게 변해갔다. 특히 이 지역은, 연천-동두천 루트의 3번 도로와 철원-포천 루트인 43번 도로 모두가 양호한 노면에 열을 지은 듯 남북으로 뻗힌 데다, 광주산맥(대성산, 광덕산, 유명산, 운악산 등)과 감악지맥(마차산, 감악산, 노고산 등)이 종벽을 이루어, 방어하는 입장에서는 횡적 연계와 종심 배치에 불리한데 비하여 공격하는 입장은 기계화 부대의 운영과 공격 돌입이 용이하였다.
발발 당일, 북한군 제3사단(사단장 리영호 소장)은 포천 정면에 배치되어 영내에 대기하고 있던 한국군 제9연대(연대장 윤춘근 중령)를 공격하기 시작하였다. 경계임무 중이던 제9연대 제2대대(대대장 전순기 소령)는 북한군의 포격에 후퇴할 수 밖에 없었다. 제2대대장의 전황 보고를 받은 제9연대장(윤춘근)은 의정부읍내에 대기 중이던 제1·3대대로 하여금 포천 신북면 만세교 부근에서 진지를 구축하게 하고 방어전을 펼쳐 북한군은 잠시 주춤했으나, 북한군 제3사단 제7·9연대는 43번 도로를 따라 남침을 계속했다. 이에, 제9연대 제1·3대대는 끝내 흩어지고 다음날인 26일 의정부 등에서 집결했다. 한편, 수도경비사령부 예하의 제3연대(연대장 이상근 중령)가 포천에 급파되어 소흘읍 송우리 부근에서 방어전을 펼쳤으나 이 역시 북한의 기계화부대에 밀려서 소흘읍 이동교리 축석령으로 후퇴를 거듭했다.(이상, 6월 25일의 포천 전투)
한편, 북한군 제4사단(사단장 리권무 소장)은 동두천 북쪽의 연천 전곡 등지에 포격을 가한 뒤, 3번 국도를 따라 동두천으로 밀고 내려왔다. 동두천의 사수에 나선 제1연대는 소요산 등지에서 진지를 구축하고 지연전을 펼쳤으나 끝내 동두천은 함락되었다.
이렇게, 개전 첫날 제7사단이 포천과 동두천 지역의 서전에서 패함으로써, 그 남쪽에 있는 의정부가 급박한 상황이 되었다. 수도 서울의 관문과도 같은 의정부의 전방에서는 대전으로부터 증원된 제2사단이 제7사단과 함께 북한군과 격돌하였으나 26일 오후 1시경에는 의정부를 내주고 창동지역으로 철수하게 되었다.

## 전투 준비

### 한국군
1950년 6월에 사단으로 승격된 제7사단은 곧바로 의정부 지역을 담당하게 되었다. 이때 예하에 제1·3·9연대와 포병 및 공병 등을 합하여 총병력이 9,698명이었다. 그런데 전쟁 발발 3주전인 6월 1일로 육군본부에서 일선 명령 제43호를 하달하여 일부부대의 예·배속 관계를 조정함에 따라, 이상근이 이끄는 제3연대가 수도경비사 산하로 예속이 변경됨으로써, 동 연대의 3,050명이 사단을 떠나고, 이날부로 제 1·9 양 연대와 포병 및 공병 등, 6,788명의 병력이 이 지역을 맡고 있었던 것이다. 그 뒤로 6월 13일 육본 작전명령 제79호에 의거하여 6월 15일부로 김병휘가 이끄는 제2사단 제25연대가 제7사단에 편입되도록 예정되어 있었으나, 동 연대는 온양에 위치한 까닭에 의정부로 이동키 위하여 준비하던 바, 주둔지로 선정된 호완리 일대가 민유지(사유지)였기 때문에 그 징발문제와 막사 및 식수문제 등 일련의 사정으로 말미암아 7월 15일로 이동일자를 연기한 차에 전투에 임하게 되었고 따라서 동 연대는 전투 후에 다시 제2사단에 복귀되었다.
제7사단이 방어임무를 맡은 곳은 서쪽부터 동쪽으로 적성면 고랑포리~일동면 사직리 간의 47km에 달하는 광정면(廣正面)이었다. 그리하여 제7사단은 유재흥 준장의 지휘 하에 예비대가 없이 양 연대를 일선에 내세웠다. 즉, 제1연대(연대장 함준호 대령)는 동두천 정면인 좌 일선을, 제9연대(연대장 윤춘근 중령)는 포천 정면인 우 일선을 각각 담당하였고, 38도 분계선 방어와 부대교육을 병행 실시하였다. 육군본부에서 교육각서 제 2호에 따른 교육을 실시케 함으로써일선 경비보다도 교육훈련에 더욱 치중하여, 38도 분계선 남단의 전진진지에 1/3 병력만을 배치하고 주력은 28km 후방의 의정부 부근으로 집결시켜 대대급 이하의 기초훈련을 하고 있는 실정이었던 것이다. 각 연대로 하여금 1개 대대를 경계진지에 배치하고 2개 대대를 의정부 부근으로 뽑아 소정의 교육을 실시케 하되, 3개월마다 순환교대 방식으로 전술을 숙달하게 하였던 것이다.따라서 각 연대의 지휘소도 주력과 함께 모두 의정부 부근에 위치하고, 일선대대는 각각 20km 내외의 광정면을 경비하고 있는 형편이었다.
제7사단의 동반부인 포천 지역은 윤춘근 중령이 지휘하는 제9연대가 맡아 창수면 추동리 ~ 일동면 사직리 간의 26km에 달하는 책임지역을 방어하게 되었는데, 본래 이 지역은 김화에서 영북면 운천리와 포천을 거쳐서 의정부에 이르는 43번 국도를 중앙에 끼고 동측의 광주산맥과 서측의 천보산맥이 종으로 뻗어 장방구형을 이룬 지대로써 정상적으로는 2개 사단의 방어정면에 해당될 것이다.
이러한 전투정면을 3,400명의 병력을 보유한 제9연대가 전담하여 북한군 제109전차연대와 협동으로 침공한 제3사단과 대결케 되었는데, 당시에 연대는 사단의 방침에 따라 1개 대대로써 일선경비를 담당하게 하고 2개 대대를 38도 분계선에서 26km 뒤에 떨어진 양주군 의정부읍 금오리의 연대 지휘소 부근으로 뽑아 소부대 전술교육을 실시하던 상태였다.
따라서 일선경비를 맡은 대대는 전(全)정면배치가 곤란하여 통행의 요로만을 한정하여 거점방어태세를 취하였으니, 이날 제 1선에는 전순기 소령이 지휘하는 제2대대가 발발 이틀 전인 6월 23일부로 이철원이 이끄는 제3대대의 진지를 인수하여, 대대본부를 전과 다름없이 포천에 두고 송영환이 이끄는 제7중대를 오른쪽 제 1선으로 하여 국도 제43호선과 38도선이 교차하는 영중면 양문리 일대에, 이인호가 이끄는 제6중대는 왼쪽 제1선으로 제7중대의 서쪽인 창수면 가양리·추동리 부근에 각각 배치하는 한편 제5중대는 예비로 4km 후방의 신북면 신평리(만세교 서쪽) 부근에 배치하였다.
이렇게 볼 때, 대대의 실 병력이 배치된 지역은 6km의 점령지대에 불과하며 그 나머지 19km에 해당하는 산록과 야지는 거의 무방비상태로 있었으며 특히 동측의 일동면 기산리 북쪽은 지방도 제387호선 연변에서 1개 분대의 수색대가 봉쇄할 뿐이었다.
그리고 박창암 중위가 이끄는 보국대대 제2중대가 전날부터 38도 분계선 북쪽의 유정리 부근에서 활동하고 있었으나 대대와는 유기적인 협조를 취하지 못하는 상태였다.

### 북한군
북한은 전쟁 발발 2주 전인 6월 10일에 평양의 민족보위성에서 비밀리에 군사지휘관회의를 개최하여 기동훈련을 빙자한 전투 병력의 일선전개를 꾀하였는데, 이때에 벌써 이들은 주력의 침공경로를 철원-연천-동두천-의정부 축선으로 결정한 것으로 추측된다.
이는 그 회의 직후에, 제1군단(군단장 김웅 중장)은 평강 부근에 지휘소를 개설하였다.(6월 12일) 이때에 북한군은 기동훈련을 빙자한 전투전개를 꾀하였다. 김웅 중장은 평강으로 나와 중서부전선의 작전을 지도하였다. 제1군단 휘하의 4개 보병사단과 1개 전투여단으로 서울 공략을 획책했다. 특히 제3·4 사단과 제105전차여단을 공격집단으로 묶어 집중적으로 의정부 정면으로 꿰뚫고자 하였다. 단행된 병력의 이동상황으로 볼 때, 이른바 그들의 정예라고 하는 제3, 4 양 사단과 유일한 기갑부대인 제105기갑여단을 철원-포천군 영북면 운천리-연천 부근에 집결시켜 경원선 주변에서 공격태세를 갖추게 한 점과 전쟁 중에 입수한 노획문서 가운데 연천-의정부를 거쳐 조기에 서울을 점령한다고 밝혀진 점, 그리고 개전 이후의 부대기동 등을 종합하여 판단할 때, 그들의 침공기도는 처음부터 주력으로써 의정부로 지향한다는 계책을 세운 것으로 추단된다.
즉, 김웅이 이끄는 제1군단 예하의 2개 사단과 1개 기갑여단으로 의정부 정면을 집중 공격하는 동시에, 동측의 김광협이 이끄는 제2군단과 서측의 제1, 6 양 사단과의 협조아래 수도 서울을 침탈 도모코자 하였던 것으로 분석된다.
따라서 당 사단의 책임 지역이 그 주목표로 부상하게 되었거니와, 이들은 다시 구체적인 시행방안을 마련하기 위하여 동월 18일부로 인민군 최고사령관 김일성의 명의로 된 정찰명령 제 1호를 하달하였는데, 그 개요를 보면, 소대군위 이하의 병력 배치선까지 정찰토록 하는 세밀한 계획을 세워 특히 유개진지와 병력배치상황 그리고 장애물 지대 및 예상 집결지 등을 확인토록 하였으며, 여기에 이어 공격목표의 선정과 부대의 기동계획을 마련토록 명시하였던 것이다.
이와 같이 정찰을 마친 그들은 6월 22일 14:00부로 전투명령 제 1호를 하달하여 23일 12:00까지 모든 공격준비를 완료토록 촉구하였다. 여기에서 놀라운 사실은 사단의 경계진지와 주진지를 빠짐없이 공격목표로 선정한 점과 포병을 비롯한 공병과 반전차포 및 항공등의 지원 아래 서울까지 일거공략 하려는 계획을 미리 밝히고 있는 점이다. 제3사단(사단장, 소장 리영호)은 포천 북쪽의 영중면 영평천 부근으로 나와, 제7연대(장, 대좌 김창봉)와 제9연대(장, 대좌 김만익)을 좌우 일선에 두고 제8연대(장, 중좌 김병종)을 예비로 보유하였으며 제3사단의 포병연대(장, 대좌 안백성)는 유정리(楡亭里) 부근에서 지원태세를 갖추었다.
6·25 발발 직전, 38선에 경계한 동두천·포천과 그 후방인 의정부 지역은 제7사단(사단장 유재흥 준장)의 예하 제1·9연대와 포병·공병이 방어를 담당하고 있었다. 그 중, 제9연대(연대장 윤춘근 중령)는 포천 정면에 배치되었다. 한편 북한군은 철원-연천-의정부를 거쳐 서울을 조기 점령하려는 계획하에 제1군단(군단장 김웅 중장)의 2개 사단이 의정부 정면을 집중 공격할 준비를 해 두었다. 발발 당일, 북한군 제3사단(사단장 리영호 소장)은 영내에 대기하고 있던 한국군 제9연대를 공격하기 시작하였다. 경계임무 중이던 제9연대 제2대대(대대장 전순기 소령)는 북한군의 포격에 후퇴할 수 밖에 없었다. 제2대대장의 전황 보고를 받은 제9연대장(윤춘근)은 의정부읍내에 대기 중이던 제1·3대대로 하여금 포천 신북면 만세교 부근에서 진지를 구축하게 하고 방어전을 펼쳐 북한군은 잠시 주춤했으나, 북한군 제3사단 제7·9연대는 호국로를 따라 남침을 계속했다. 이에, 제9연대 제1·3대대는 끝내 흩어지고 다음날 의정부 등에서 집결했다. 한편, 수도경비사령부 예하의 제3연대(연대장 이상근 중령)가 포천에 급파되어 소흘읍 송우리 부근에서 방어전을 펼쳤으나 이 역시 북한의 기계화부대에 밀려서 소흘읍 이동교리 축석령으로 후퇴를 거듭했다.(이상, 6월 25일) 이로써 축석령 너머에 있는 의정부는 급박한 상황이 되었다.

## 포천 전투
6·25 발발 직전, 38선에 경계한 동두천·포천과 그 후방인 의정부 지역은 제7사단(사단장 유재흥 준장)의 예하 제1·9연대와 포병·공병이 방어를 담당하고 있었다. 그 중, 제9연대(연대장 윤춘근 중령)는 포천 정면에 배치되었다. 한편 북한군은 철원-연천-의정부를 거쳐 서울을 조기 점령하려는 계획하에 제1군단(군단장 김웅 중장)의 2개 사단이 의정부 정면을 집중 공격할 준비를 해 두었다. 발발 당일, 북한군 제3사단(사단장 리영호 소장)은 영내에 대기하고 있던 한국군 제9연대를 공격하기 시작하였다. 경계임무 중이던 제9연대 제2대대(대대장 전순기 소령)는 북한군의 포격에 후퇴할 수 밖에 없었다. 제2대대장의 전황 보고를 받은 제9연대장(윤춘근)은 의정부읍내에 대기 중이던 제1·3대대로 하여금 포천 신북면 만세교 부근에서 진지를 구축하게 하고 방어전을 펼쳐 북한군은 잠시 주춤했으나, 북한군 제3사단 제7·9연대는 호국로를 따라 남침을 계속했다. 이에, 제9연대 제1·3대대는 끝내 흩어지고 다음날 의정부 등에서 집결했다. 한편, 수도경비사령부 예하의 제3연대(연대장 이상근 중령)가 포천에 급파되어 소흘읍 송우리 부근에서 방어전을 펼쳤으나 이 역시 북한의 기계화부대에 밀려서 소흘읍 이동교리 축석령으로 후퇴를 거듭했다.(이상, 6월 25일) 이로써 축석령 너머에 있는 의정부는 급박한 상황이 되었다.

### 제9연대의 영내 대기
다행히도 제9연대의 전 장병이 영내대기 상태에 있었으니, 이는 연대장 윤춘근 중령이 전날 사단으로부터 “재량에 따라 주말외출을 실시토록 하라”는 통보를 받고, 오랫동안의 긴장 속에서 대기한 바 있는 병사들에게 외출과 외박을 허용할까 생각하다가 당면의 적정이 수상한 까닭으로 영내에서 휴무하도록 조치하였던 것이다.
그는 뒤에 당시를 회고하며 술회하기를, “오랜만의 외출이라 처음에는, 38선의 경비를 담당하는 제2대대만 제외하고 모두 허용하려고 하였으나 아무리 생각해도 적정이 심상치 않았다. 일주일 전부터 철원에 기갑부대가 나타났다는 첩보가 있는가 하면 북한의 정규군이 38경비대와 교대하였다는 소문이 떠돌고, 6월 23일 밤에는 제2대대장으로부터 영북면 운천리에서 차량대열이 유정리로 이동한다는 보고에 이어 바로 영평천 부근에 전차가 나타났다고 속보되는 등, 모든 면에서 평상시와 달랐다. 그래서 제 1, 3 양 대대의 병사들의 외출준비를 마쳤다는 보고를 받았으나 일단 중지시키고 이상이 없으면 6월 25일 주간에 시행토록 하자고 하였더니 대대장들도 내 뜻에 따라 모두 영내에 남았으며 나도 감기로 미열이 있었지만 청량리 숙소에 전화연락만을 하고 영내에서 대기하였다”고 하니, 일선 지휘관의 심회를 헤아리고 남음이 있다.
이 같은 조치로 연대의 주력은 금오리에서 대기하고 제2대대는 더욱 경계를 엄히 하던 바, 이날 새벽에 북한군 제3사단은 대좌 김창봉이 이끄는 제7연대를 선봉으로 삼아 제 109전차연대와 협동으로 일시에 엄습하니, 돌연 포천 정면의 38도 분계선 연변이 불길에 휩싸였다.

### 제9연대 2대대의 전황
제2대대(대대장 전순기 소령, 대대본부 포천읍)는 3개월마다 상호 교대하는 방식으로 일선 경계임무를 수행케 하는 연대의 방침에 따라 6월 23일부로 제3대대의 진지를 인수하여 기설 진지를 점령하였는데, 이때에 대대장은 제6, 7 양 중대를 제일선에 배치하기에 앞서 “근간에 적의 동향이 심상치 아니하니 경계를 철저히 하고 별도의 명령이 있을 때까지 진지를 더욱 보강하라”고 강조함과 아울러 중화기중대의 기관총 소대를 분할하여 각각 1개소대(기관총 1개반과 81mm 박격포 2문)씩 배속시켰다.
그런데 이날 03:40을 전후하여 공격준비사격을 시작한 북한군은 미리 대대의 병력 배치상황을 탐색한 듯 경계진지만을 골라 포격을 집중하였으니, 오른쪽 제1선인 송영석이 이끄는 제7중대지역에서는 영중면 양문리 일대와 그 서쪽의 287고지 북쪽에 포화가 집중하고, 왼쪽 제1선인 이인호가 이끄는 제6중대 지역에는 창수면 가양리-주원리-추하리 일원을 초연으로 뒤덮어 마치 산 전체를 무너뜨릴 듯하였다.
제7중대 정면에는 영중교(일명, 삼팔교)를 넘어선 3대의 전차가 양문교 부근까지 침습하여 포구를 동남쪽을 지향하고 동 중대 제1소대의 진지를 강타하는가 하면 바로 그 서쪽의 희악사 부근에서 수 미상의 적이 측후방으로 침공하여 단숨에 이 소대진지를 삼키고자 하였다.
이때에 동 소대는 소대장이 공석이므로 선임하사가 지휘하여 양문리 남쪽 500m에 있는 무명능선 서단에 배치한 기관총 소대와 함께 이 요선을 지키고 있었는데, 의외의 강습을 받게 되자 가능한 모든 화력을 활용하여 이를 저지하고자 하였으나 교전 30분 동안에 이미 과반수의 병력을 잃고 어둠속에 분산되고 말았다.
한편 왼쪽 제1선인 제6중대는 성일영 소위가 지휘하는 제 3소대가 추동리에서 한차례 고전을 벌인데 이어, 가양리 장자동으로 집결한 중대의 주력이 그 서남쪽 삼차로를 막아 287고지에 연한 방어진지를 급편 하였는데, 여기에서도 또한 지방도 제325호선(가영로)을 따라 침공한 전차대의 강습으로 말미암아 대동소이한 양상으로 무너지고 말았다.
이리하여 북한군의 전차대가 그 남쪽 2km의 장승거리 삼거리를 넘어서자 제6중대는 분산병력을 수습하여 무이산(포천읍 북쪽 7 km)쪽으로 전진하게 되었는데, 이때부터 대대본부와 통신이 두절되어 상황을 파악하지 못한 채로 신북면 삼성당리 계곡을 따라 포천읍 쪽으로 철수하기에 이르렀다.
이상과 같이 제7, 6 양 중대가 고전을 치르고 있을 무렵에 38선에서 12 km 후방인 포천읍에 위치한 대대본부에서는 대대장 전순기 소령이 일선의 위급한 전황을 제9연대장(윤춘근 중령)에게 보고함과 아울러 병력 증원과 특히 대전차 화기의 지원을 요청한 다음 제8중대장 박기순 중위를 대동하고 영중면 소재 만세교 초소로 올라갔다.
그리하여 06:00에 여기에 도착한 대대장은 곧 예비인 제5중대로써 만세교 북측의 좌우측방의 160고지와 208고지에 연한 저지 진지를 급편하게 하여 연대의 주력이 진출할 때까지 지연전을 펴기로 하였는데, 이때에 북한군은 양문교를 넘어 만세교 쪽으로 지향하고 있었으니, 국도 제43호선을 따라 주력으로써 침공하리라고 판단한 대대장의 예견은 적중하였으나, 소총만을 들고 능선을 지키는 병사로서는 이 기계화 부대를 감당키 어려운 상황이었던 것이다.

### 만세교 부근의 지연전
연대장 윤춘근 중령이 첫 보고를 받은 것은 4시 30분이었는데 그는 대대장의 유선보고를 받는 순간 근래에 야기된 일련의 사건이 연상되어 이것이 곧 북한군의 대규모 공격일 것으로 판단하고 이 사실을 사단에 보고하는 한편 연대비상에 돌입하였다.
그리하여 의정부읍 금오리에 대기 중인 제 1, 3 양 대대로 하여금 “천계산(424고지)-가랑산(350고지)간의 주진지를 점령하여 기정방침에 따라 적을 저지, 격멸토록 하라”고 명령하는 동시에 제2대대장 전순기 소령에게 현 위치에서 최대한의 지연전을 펴도록 하였다.
그리고 이 양 대대가 출동태세를 갖추는 동안에, 허현 대위가 지휘하는 57mm 대전차포 중대로 하여금 만세교로 직행하여 전차대의 예봉을 격쇄토록 조치함과 아울러 2.36인치 로켓포 12문을 모아 역시 만세교 부근의 요선을 지키도록 후속, 급파하였다.
4시간 동안을 홀로 고군분투한 제2대대는 일선 분산병력의 수습에 힘쓰며 북만세선의 진지를 지키고 있었는데 08:00를 전후하여 다시 침습하기 시작한 북한군이 국도 제43호선을 따라 밀고 내려왔다.
그런데 이들은 진지공격 보다도 급속진출을 위주로 삼아 열의 전차를 앞세우고 밀려들자, 208고지 북쪽 기슭의 이학봉이 이끄는 제5중대 2소대 진지에서 기관총 측사화력으로 집중타를 가하니, 선두전차가 만세교 북쪽 300m 거리에서 일단 멈추어 서면서 포구를 돌려 동 진지를 반격하였다.
이로부터 중대는 가용한 모든 화력으로 북한군의 전차에 공격을 계속하였으나 아무런 실효를 거두지 못하고 실탄만 소진케 되었는데, 바로 이때에 연대에서 급파한 대전차포 중대(-)가 만세교에 다다랐다.
이리하여 진전 50m까지 적을 유도한 동 중대(-)는 선두차를 명중시키고 함성을 지르며 기뻐하였으나 그것은 일순뿐으로 파괴된 줄 알았던 전차는 오히려 진지에 포격을 연발하며 계속 진전으로 육박하는 것이었다.
이에 좌측포가 다시 수 발을 더 명중시켰으나 아랑곳없이 목전에 당도하니, 겁난 병사들이 조준경만을 빼어들고 신북면 신평리(포천 북쪽 5 km)쪽으로 급히 철수하기에 이르렀다.
반면에 적은 위세를 돋우어 저지선을 돌파한 다음 다시 탄장선으로 침공하니, 이때가 09:40으로 만세교 부근의 지연전은 2시간을 채 지나지 못하였으며 제2대대 5중대의 장병들은 구릉에서 이를 방관하는 형상이 되고 말았다.

### 북한군 기계화 부대의 선공
북한군 제3사단은 이날 새벽에 38도 분계선을 돌파하여 10 km 남쪽의 만세교 부근까지 돌입한 연후에 일단 멈추어 전열을 정비하는 듯하더니, 이윽고 10:30을 기하여 재공격에 나섰다.
이번에는 김창봉 대좌가 이끄는 제7연대로써 43번 도로를 따라 정면공격을 꾀하는 한편, 김만익 대좌가 이끄는 제9연대를 서측의 지방도 제325호선(가영로-포천로)로 우회시켜 일격에 포천을 확보하고자 기도한 것으로 여겨졌다. 특히 이들은 본도상에 공격의 중점을 두고 안백성 대좌가 이끄는 포병부대화력을 여기에 집중하는 동시에 기계화 부대를 선봉으로 삼아 연대 주저항선의 중앙지대를 돌관하여 장차 크게 공위코자 한 것으로 추단되었다.
그런데 연대(-)는 병력의 부족으로 43번 도로 양 측방의 천계산과 가랑산에 진지를 선정함으로써 서 측방이 공백상태로 남은 데다 대포병 장비나 대전차 화기가 없으니, 이 싸움은 처음부터 그 귀추 여부를 헤아릴 수 있었다.

### 제9연대 주저항선의 붕괴
일진광풍이 지난 뒤로 연대(-)의 장병들은 후속 도보부대만은 기필코 격멸키로 다짐하고 현 진지를 고수하던 바, 기계화 부대가 지난 1시간 뒤에 이윽고 북한군의 보병이 침공하였다.
이들은 연대 주력의 배치선을 탐지한 듯 먼저 포격을 가하였는데, 120mm 박격포를 비롯한 122mm 유탄포와 76mm 야포 등 곡사화력으로써 특히 제1대대의 진지인 천계산 서쪽에 집중포격을 가한 다음 43번 도로를 따라 2열종대로 열을 지어 거침없이 밀려들었다.
이러는 사이에 북한군의 선두가 신북대교를 넘어서게 되었는데, 이때부터 제3대대와는 통신마저 두절되어 정황을 파악할 수가 없었으며, 제 1대대도 이날 세 차례에 걸친 대결 끝에 42명이 전사하고 80명이 부상하게 된 데다 휴대한 탄약을 모두 소모하고 보니 전의가 떨어져, 보다 적극적인 방어책을 취하지 못한 채로 현 진지를 지키고 있을 따름이었다.
이에 반하여 북한군은 진지 공격보다도 남하진출에 주안한 듯 전차의 엄호 하에 주력으로써 신북대교를 통과하니, 이때가 오후2시로서 3시간 동안에 걸친 분투도 보람 없이 끝내 연대의 주저항선이 무너지고 말았다.
그러나 제3대대와는 통신이 두절되어 끝내 연락을 취하지 못한 채로 연대본부는 제1대대와 함께 철수하기에 이르렀고 명령을 받지 못한 제3대대는 남은 병력으로 가랑산의 진지를 계속 지키고 있다가 이날 밤에 단독으로 철수하여, 왕방산 기슭을 따라 회암령을 넘은 다음 동두천 가도의 양주 덕정리 부근으로 빠지게 되었는데, 전진 중에 대부분이 낙오되어 다음날 아침에 옥정리로 집결한 병력이 100여 명에 지나지 않았다.
그 뒤로 이 병력은 7사단 제1연대와 합세하여 의정부로 후퇴하다가 천보산 북쪽에서 다시 분산되어 그 일부만이 우이동으로 집결하게 되는 바, 그 과정은 제1연대의 반격상황에서 약술하게 될 것이다.
이상과 같이 연대는 포천 정면에서 북한군 제3사단과 대결 끝에 중과부적으로 분산되어 전투력을 거의 상실하고 제1대대만이 태릉으로 집결하게 되었던 것이다.

### 제3연대의 전투 참가
포천 정면에서 제9연대가 고전을 치르고 있을 무렵인 이날 정오에 사단에서는 제 5포병대대(-)만을 증파하고 후속 예비 병력이 없어 기울어지는 전황을 지켜보던 바, 육군본부에서 수도경비사령부 사령관 이종찬 대령의 예하의 이상근 중령이 이끄는 제3연대를 급파하였다.
이 당시에는 이미 제9연대의 주저항선이 무너져 북한군의 보병부대가 탄장을 통과한지 1시간이 지나고 기계화 부대가 이보다 3시간 전에 포천에 돌입하였던 것이니, 이제 공격의 화살이 곧 목전에 다다른 급황 이었다.
그러나 사단장으로부터 탄장으로 직행하라는 명령을 받은 제3연대장 이상근 중령은 적정을 확인키 위하여 수색소대장 김철순 중위로 하여금 소대병력을 지휘하여 포천까지 위력정찰토록 지시하고 자신은 주위의 지형을 살피던 바, 15:30에 이르러 수색소대장으로부터 어룡동부근에 북한군의 전차가 나타났다는 보고가 입수되자 곧 주력을 반전시켜 3 km 후방인 송우리에서 급편방어 태세를 취하게 되었다.
이리하여 송우교를 중심으로 좌우 측방에 각각 2개 중대씩 배치하는 한편 이봉근 중위가 지휘하는 혼성 제11중대로 하여금 국도 제43호선을 포함한 중앙지대를 담당케 하여 진지작업에 착수하였는데, 이때에 마침 제1대대장 임백진 소령이 현지에 당도하자, 그에게 동측의 2개 중대를 지휘케 하고 제3대대장 김붕상 소령은 제11중대를 포함한 서측의 3개 중대를 맡아, 양 대대로써 방어태세를 갖추게 되었다.
그리고 연대장 이상근 중령은 장송우 북쪽의 134고지에 연대 관측소를 설정하여 제3대대장과 함께 그 고지로 올라가 본대를 장악하고, 57mm 대전차포 2문을 그 동측의 노변에 배치하였으며, 연대 통신대장 김성규 중위와 제1대대의 통신소대장 김덕수 소위는 통신망을 구성하는 등 대결 태세를 취하였다.
양 대대는 혼성병력을 재조정 하면서 계속 진지를 구축하던 바, 오후 5시를 전후하여 북한군의 포격이 격렬하게 불을 뿜고 또한 이와 때를 같이하여 심한 소나기가 쏟아졌다. 이때에 양 대대는 개인호의 경우, 2/3 정도 굴착하였을 무렵이었는데, 이같이 포격이 격증하자 진전을 살펴보니, 2,000m 직전방의 도로상에 1단의 기계화 부대가 나타났다. 이들은 마치 나무단을 쌓아올린 우마차 대열과 같이 짙은 위장을 하고 남진을 계속하는데 어느 덧 그 선두가 선단리를 지나 1,5km 전방으로 다가섰다.
이에 양 대대의 진지에서 일제히 사격을 시작하였는데, 특히 연대의 중화기가 집결된 제12중대는 중대장 대리인 김현경 중위가 직접 진두지휘하여, 『거리 1,300』을 불러 81mm 박격포 1개 반의 포화를 유도하는가 하면, 동 소대장 최소위는 다른 1개 반을 맡아 포수 진삼섭 일등 중사에게 고폭탄을 쏘라고 외치고 다시 거리가 가까워짐에 따라 동 중대의 기관총 사수 이재철 하사는 장송우 부근에서 기관총을 휘두르는 등 중화기 화력을 퍼부었으며, 이와 더불어 각 소총 중대도 60mm 박격포와 각종소총으로 동시 집중 사격을 가하였다.
그러나 이 기계화 부대는 아랑곳없이 계속 차전으로 밀려들더니, 선두에선 2대의 전차가 장승거리 부근에 멈추어서면서 제3대대의 관측소에 포격을 가하였다. 그리고 이어서 8대의 전차가 이에 가세하여 포격과 기총으로 양 대대의 진지를 위압하는데, 특히 중화기 진지에는 포격이 심하여 사상자가 속출하였다.
이때에 57mm 대전차포가 불을 뿜어 장승거리 부근에 버티고 선전차에 일격을 가하고, 또한 이봉근이 이끄는 제11중대의 화기소대장 이정선 소위가 이끄는 2.36인치 로켓포의 직격탄으로 철갑을 명중시켰으나 이 역시 아무런 실효를 거두지 못하고 북한군의 역사화력에 무너지고 말았다. 이로부터 북한군의 전차대가 송우리의 방어진을 돌파하게 되자, 후속 보병만이라도 격멸코자 하였으나, 잇따른 후속종대는 보병뿐만 아니라 전차와 자주포를 비롯한 각종차량이 장사진을 이루어 밀려드니, 더 이상 항거의 수단을 잃고 말았다. 조재준이 이끄는 제3중대의 제3소대장 김학석 소위는 여기에서 159여 대의 각종 차량을 헤아렸다고 하는데, 그 가운데는 701호를 표식한 전차도 볼 수 있었다고 한다.
이렇듯, 전황이 급전하여 당면한 대책이 화급한데 아무도 다음 행동을 지시하는 사람이 없었다. 이러는 사이에 어느덧 18:30에 이르러 적의 보전협동부대가 침공하자 양 대대의 진지가 무너져 동서 양 측방으로 분산 상태에 이르고 말았다. 그 뒤로 연대(-)는 각 대대장의 단독결정에 따라 철수케 되었는데, 대체로 제1대대는 43번 도로 동측에서, 제3대대는 그 서측에서 각각 퇴로를 모색케 되었으나 병력이 크게 분산되어 이 과정에서 대부분이 본대와 이탈하여 의정부를 목표로 전진케 되었던 것이다.
이리하여 제1대대장 임백진 소령이 이날 밤 오후 8시까지 이동교리 축석령에서 수용한 혼합병력이 150명밖에 되지 않아, 오후 9시에 다시 이곳을 떠나 의정부읍 금오리 남쪽의 155고지로 철수하기에 이르렀다. 이상과 같이, 제3연대의 소흘면 송우리 전선이 무너짐으로써 이제 포천 지역은 북한군의 독무대로 화하고 말았으며, 이에 따라 의정부 동북쪽의 방비가 급박한 상황에 이르렀다.

### 기타
채병덕 참모총장의 명령에 따라, 육사교도대 생도 1기(262명) 및 2기(227명)가 전투부대를 편성하여 포천 전투에 투입되었다.(6월 25일 오후)

## 동두천 전투
리권무(李權武)가 이끄는 북한군 제4사단은 포천군 청산면 초성리(哨城里), 연천군 전곡읍 양원리(兩遠里), 파주시 적성면 적암리(積岩里) 일대에 맹렬한 공격준비사격을 집중한 후 전곡-동두천 간 국도 제3호선 평화로 구간에 보, 전(步戰) 협동부대로 편성된 부공을 투입하고 그 서쪽의 적암리-양주시 은현면 봉암리(鳳岩里) 접근로(지방도 제375호선)에 조공을 투입하여 병진공격을 개시하였다.
조선인민군은 38도 분계선 일대의 국군 진지가 거의 무개호이며 배치된 병력도 1개 초소 당 분대나 소대규모인 것을 지상관측으로 확인하고 있었다. 그럼에도 불구하고 사단 내의 가용한 모든 화력을 총동원하여 30여 분간이나 국도 제3호선과 그 주변을 맹타하였는데 포격으로 인한 도로파괴가 그들 공격부대의 기동에 제한이 된다는 것을 전혀 고려하지 않은 포격이었다.
이는 당시 북한군의 정보수집능력이 매우 낮은 수준이었음을 입증해 주는 전투행동이었으며, 표적의 성질과 기동로의 상태 및 적정을 감안하지 않고 계획된 공격준비사격을 기계적으로 실시한 사실은 소련 군사고문단에 의해 공격명령이 작성되었음을 시사해 주는 것이었다.
이때 의정부에 전투력의 대부분을 주둔시키고 있던 제7사단은 당황하지 않을 수 없었고 외출과 외박자의 비상소집, 출동준비, 수송장비의 징발, 철도수송을 위한 협조 등 혼란의 와중에서 아군은 점차 침착하게 긴박한 사태를 수습해 나갔다.
이러한 가운데 함준호(咸俊鎬)가 이끄는 제1연대는 비상출동대기부대인 제3중대를 비상발령과 동시에 초성리 남쪽 176고지로 진출시켰다. 이곳에서 제3중대는, 전차 2대를 앞세우고 전술행군종대로 남하중인 1개 대대규모의 적을 기습하여 격퇴시키고 소요산에 위치하고 있던 이끄는 제2대대장 소령 이의명(李義明)의 지휘 하에 들어갔다.
이때부터 소요산에서는 밀고 밀리는 치열한 육박전이 펼쳐졌으며 제2대대는 11시가 넘도록 소요산 진지를 사수하고 있었다. 이처럼 소요산에서 한국군이 넓은 방어 지대를 지탱할 수 있었던 원동력은 대대장 이하 전 장병들이 불타는 투지와 북한군의 강력한 포화에도 유선 통신망이 절단되지 않아 지휘 체계가 유지되었기 때문이었다고 한다.
제2대대가 소요산에서 고군분투하는 동안 제1연대는 제1대대(대대장 김봉룡(金鳳龍) 대위)를 마차산에 투입하고 뒤를 이어 김황목(金煌穆)이 이끄는 제3대대를 봉암리에 배치하였다. 그러나 제1대대가 마차산의 방어진지를 점령하였을 무렵에는 북한군이 이미 이 고지를 우회하여 전곡읍 간파리(干坡里)방향으로 남하 중에 있었다. 따라서 제1대대는 마차산 정상에서 소요산의 교전상황을 구경하는 처지가 되었으나 대대를 지휘하던 김봉룡(金鳳龍) 대위는 상황변화에 따른 조치를 취하지 않고 다만 연대에서 어떠한 명령이 하달되기만을 기다리고 있었다. 또한 제3대대에 배치된 봉암리에도 북한군이 출현하지 않았으므로 제1연대는 그와 같은 긴박한 상황 하에서 2개 대대를 유휴병력으로 대기시킨 채 시간만 허송한 결과가 되었다.
한편 제1연대를 직접 지원하던 제5야전포병대대 제2중대는 주저항선 남쪽 보산리(保山里) 부근에 준비된 진지를 점령한 지 얼마 후에, 밀집대형으로 남하하는 북한군의 1개 대대를 집중포격하여 대부분을 격멸하는 수훈을 세웠다. 하지만 그로부터 몇 시간이 지난 후 패주했던 북한군은 전차를 앞세우고 공격을 재개하였다. 이때 제1연대 57mm 전차포 중대장은 창말고개(동두천 북쪽 2 km 지점)에서 선두 전차 2대의 측면을 사격하여 모두 파괴하였고 이에 당황한 북한군은 다시 초성리 쪽으로 철수해 버렸다. 이러한 승리의 쾌보가 육군본부와 국방부를 거쳐 방송되는 과정에서 국군의 반격이 개시되었다고 비약되기도 하였다. 그러나 이 무렵 제1연대는 탄약이 떨어져 재보급을 애타게 기다리고 있었으나 보급사정이 풀릴 기미는 보이지 않았다.
한편 북한군 제4사단은 이날 15시를 전후하여 제107전차연대를 선봉에 내세우고 동두천을 맹공격하기 시작하였다. 이와 맞선 제2대대는 10시간 동안이나 힘겨운 싸움을 계속하였으나 마침내 동두천으로 철수하게 되었다. 북한군은 한국군의 주저항선을 돌파한 여세를 몰아 일몰과 더불어 동두천 시내로 진입하였고 한국군 제1연대 제2대대는 어둠 속에서 시가전을 펼쳤으나 역부족하여 양주 덕정리로 철수하여 집결하게 되었다. 그러나 이때 마차산의 제1대대는 유·무선 통신의 두절로 철수명령이 전달되지 않았다.

## 의정부 전투

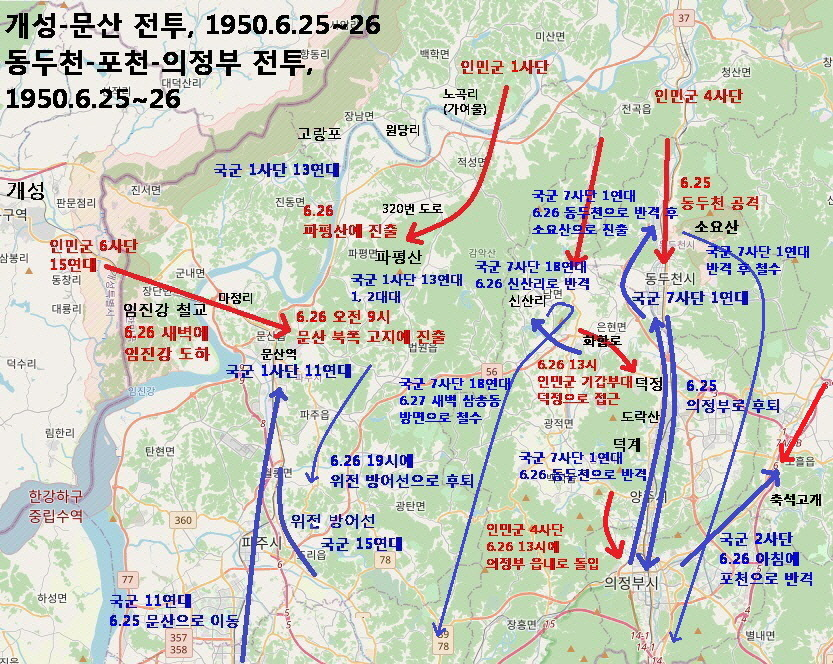
6월 25일~26일의 전황

총참모장 채병덕은 26일 01시, 제7사단은 동두천 방면으로, 새로 투입된 제2사단은 포천 방면으로 진격하여 각각 전날 북한군에 빼앗긴 이곳들을 탈환하라는 작전명령을 내렸다. 이 명령에 대해서 제2사단장 등은 무모한 작전이라고 반발하기도 하였다. 명령에 따라, 제7사단은 전날 동두천에서 패퇴한 제1연대에게 동두천을 공격토록 하고, 새로 배속된 제18연대는 동두천을 서쪽으로 우회하여 양주군 남면 신산리로 반격을 개시하였다(8시). 이때, 동두천에 주둔한 북한군 제4사단은 의정부 전면공격을 피하고, 서쪽으로 우회한 은현로 방면으로 내려오려 하였으므로, 1연대는 동두천 읍내와 북쪽 5km의 소요산까지 진출한 반면, 18연대는 우회하던 북한군 제4사단과 조우하였고, 북한군은 동두천 남쪽 7km의 덕정의 좌우측을 협공하였다. 이로써 1연대는 퇴로가 차단되어 병력이 분산되어 버렸다. 

### 반격 준비
본부가 대전에 소재하고 있던 제2사단(사단장 이형근 준장)은 개전 당일 내려진 명령에 따라, 우선 가용병력인 1개 대대를 이끌고 25일 밤에 의정부로 당도해 있었다. 나머지 병력들은 26일에 올라올 예정이었다. 육군총참모장 채병덕은 제7사단 사령부(사단장 유재흥 준장)를 2회 시찰하였다. 제7사단은 전날에 과반수의 병력을 손실한데다 잔병이 분산상태에 있고, 제2사단은 당장 가용병력이 1개 대대 밖에 없으니 병력과 장비의 우열도 문제이지만 보다 화급한 요건은 후방의 예비사단이 현지에 진출하여 전투전개를 할 수 있는 시간 문제였다. 그리하여 그는 시찰 후, 재경(在京)부대를 의정부 지역에 우선적으로 투입하는 동시에 후방 3개 사단을 서울로 이동시키도록 조치하였다. 6월 26일 01:00에 7사단 사령부를 다시 시찰한 육군총참모장 채병덕은 어떠한 일이 있어도 의정부를 고수해야 한다고 역설하면서 반격명령을 하달하였다. 제2사단장 이형근 등 군 지도층의 일각에서는, 반격작전을 전개할 시기가 아니라는 것, 병력을 축차로 투입하느니 보다 주력이 도착한 후에 전투력을 집중 운용해야 한다는 것, 북상중인 예비사단(제2사단 등)을 한강 남안으로 집결시켜 방어가 유리한 한강선 방어진을 구축함과 아울러 일선 분산병력을 수습하는 것이 타당하다고 강력히 건의하였다. 그러나 채병덕 등 수뇌부는 정치적인 의의와 심리적 영향을 배려한 전략면에서 수도 서울의 포기는 있을 수 없다고 강경하게 맞섰다. 채총장은 무조건 반격으로 전환하라고 엄명하고 북한군 전차는 육탄공격으로 파괴하라고 강조하였다. 이에 따라 6월 26일 아침부터, 전날 의정부로 후퇴한 제7사단은 동두천을 목표로 반격을 감행하게 되었으며, 제2사단은 축석령을 경유하여 포천을 목표로 반격하였다. 결국, 6월 25일~26일 사이에 의정부 지구에 투입된 증원부대는 1개 경찰대대를 포함해 총 15개 대대에 이르렀다. 그러나 이 부대들은 건제를 고려하지 않고 축차적으로 투입되었다. 더욱이 탄약을 위시한 각종 보급지원이 뒤따르지 못했으며, 유·무선 통신망이 구성되지 않아 횡적 연락과 협조는 고사하고 상하급 제대간에도 통신이 소통되지 않아 전투력을 발휘할 수가 없었다.

### 동두천 탈환 실패
제7사단은 전날 포천 전투에 투입되었던 제9연대(연대장 윤춘근 중령) 및 제3연대(연대장 이상근 중령)가 분산되었으므로 가용병력은 제1연대(연대장 함준호 대령) 예하 제2·3대대와 제3연대 제2대대 및 전날 제7사단에 새로 배속된 제18연대(연대장 임충식 중령) 예하 2개 대대(제2·3대대)를 합쳐 모두 5개 대대였지만, 실제 병력은 증강된 1개 연대규모에 지나지 않았다. 제7사단은 제1연대로 하여금 의정부에서 곧장 동두천으로 뻗은 평화로를 따라 동두천을 공격하게 하는 한편, 배속된 제18연대는 동두천에서 서쪽으로 7 km 우회하여, 양주군 남면 신산리를 공격토록 하였다. 한국군 제7사단은 수색정찰이나 관측을 통한 적정수집활동을 거의 하지 않아 적정을 전혀 모르는 상태였다.
이 무렵 제7사단과 대치한 북한군 제4사단(사단장 리권무 소장)은 동두천에서 공격을 위한 재편성을 완료하고 공격개시 시간을 기다리고 있었다. 즉 북한군 또한 한국군의 반격과 거의 같은 시각에 의정부를 탈취하기 위한 공격준비를 서두르고 있었던 것이다. 그런데 북한군은 한국군이 국도 제3호선 평화로를 강력히 방어하고 있는 것으로 판단하여 동두천~덕정리~의정부로 이어진 국도 제3호선을 피하여 그 서쪽으로 5 km 우회한 봉암리~덕정리 간 은현로·화합로에 주공(主攻)을 투입하여 기습효과를 노리고 있었다.
한국군의 주공(主攻)인 우일선의 제1연대는 6월 26일 08:00시에 반격을 개시하여, 적의 저항이 전혀 없는 가운데 평화로를 따라 동두천읍내와 그곳부터 북쪽으로 5 km 나아가 소요산까지 진출하였다. 조공(助攻)인 제18연대는 제1연대보다 2시간이 늦은 6월 26일 10시에 반격을 개시하여 서북진하다가, 이날 12시경에 화합로변의 은현초등학교 부근을 지날 무렵, 방어로 전환할 것을 명령받았는데, 이는 적의 계속적인 압력으로 의정부가 위협받게 되자 사단장이 취한 조치였다. 이에 따라, 제18연대는 용암리 도락산 북쪽 기슭의 감제고지에 급편방어진지를 구축하고 있던 중(13시) 적의 기갑부대가 화합로를 따라 덕정으로 접근 중이었으나 연대는 북한군을 그냥 통과시켰다. 이는 엄청난 전투력의 전차를 직시한 임충식 연대장이 무모한 대결을 회피하고 후속하는 적 보병과의 일전에 대비하여 아군의 배치상태를 노출시키지 않기 위해 취한 조치였다.
봉암리 부근에서 강력한 북한군과 조우하여 분산되고 말았다. 그 얼마 후에 북한군이 동두천에서 남쪽으로 7km의 덕정을 좌우측에서 협공하였으므로 제7사단은 부득이 철수하지 않을 수 없었다. 제7사단이 반격을 전개한 자체가 무모한 작전행동이었다.
제1연대는 반격 중에 적의 강력한 공격에 봉착하여 퇴로가 차단됨으로써 소대, 또는 중대단위로 흩어져 추후 우이동·창동·태릉 방면으로 분산 철수하였다. 또한 이날 저녁까지 마차산에서 연대로부터 명령이 하달되기만을 기다리고 있던 제1대대는 어두어진 후에 마차산에서 철수하였으나 끝내 대대 지휘체제가 와해되고 병력은 사방으로 흩어져 창동, 태릉 등지로 분산되었다.
그러나 북한군 보병부대는 나타나지 않고 제7사단 본부로부터 이날 밤중까지 아무런 연락도 받지 못한 임충식 연대장은 의정부가 적에게 점령되었다고 판단하고 의정부와 반대편인 서쪽으로 철수를 개시하여 고양군 신도면 삼송리를 경유 28일에 행주나루터에서 한강을 도하한 후 소사·오류동 지역 전투에 참가하게 되었다.

### 축석령 후퇴와 의정부 함락
26일 01.00에 총참모장 채병덕 소장으로부터 반격명령을 받은 제2사단장 이형근 준장은 금오리의 지휘소로 돌아와, 북상 중인 사단의 주력(제5, 제16, 제25연대)이 따라 올라오기를 고대하면서 우선 제5연대의 제2대대장 차갑준 소령에게 총참모장의 명령대로 축석령 북쪽에 있는 적의 전차를 기습하여 파괴토록 지시하였는데, 이것은 반격이라기 보다는 대전차 특수임무부대와 같은 성질의 것이었다. 이리하여 26일 03:00, 제5연대 제2대대는 반격을 개시하였다.
2개 대대병력으로는 포천탈환이 어려우므로 축석령을 방어하고 있을 제3연대를 초월 공격하겠다는 것이 사단장의 작전구상이었으나 이는 너무 성급한 반격이었다. 이 무렵 제 3연대는 이미 분산되었는데 제 2·7사단장은 그러한 사실을 모른 채 작전구상을 함으로써 제 2사단의 반격작전은 처음부터 승산이 없는 작전이 되고 말았다.
사단 참모장 최창언 중령이 이끄는 제5연대는 제2대대를 선발대로 먼저 축석령으로 진출시켰으나 제3연대는 그곳에 없었다. 이윽고 자욱한 안개 속에서 전차의 굉음이 들리더니 북한군 기갑부대가 차갑준이 이끄는 제2대대 진전에 나타났다. 이에 제5연대 제2대대 장병들은 죽음을 각오하고 용감히 싸웠으나 교전한 지 10분도 못 되어 탄약이 떨어지고 투지마저 꺾여 분산 철수하지 않을 수 없게 되었다.
제2대대장은 병력의 일부를 수습하여 태릉으로 철수하고 나머지 병력은 분산되어 한강 남쪽의 낙오자 수집소에 집결하게 되었다. 08시에 이르러, 제5연대 제1대대(대대장 이정도(李貞道) 소령)가 증원부대로 본자일(本自逸)쪽으로 달려왔다. 이 대대 또한 제2대대와 마찬가지로 전투태세를 갖추지 못한 채로 “자일동(自逸洞)에 가면 탄약차가 있을 것이다.”는 통보만을 받고 진출하다가 여기에서 전차대와 부딪치게 되었던 것이다. 이렇게, 제1대대는 고갯마루에 도착하기도 전에 적과 싸워보지도 못한 채 퇴계원방면으로 철수하고 말았다.
이렇게 제2사단은 북한군을 저지하는 데에도 급급한 지경이 되자 문용채가 이끄는 제16연대(25일 청주를 떠나 26일 04:00에야 창동에 도착하였다.)를 상금오동 부근의 감제고지에 배치하여 북한군의 진출을 저지하려 하였다. 그로부터 약 1시간 후에 전차 20여 대를 앞세운 북한군이 공격을 재개하자 국군은 전차를 파괴할 수단이 없어 전전긍긍하였다.
다만 김진동 대위가 지휘하는 제16연대 1대대 특공대가 2.36인치 로켓포의 기습적인 집중포격으로 선두 전차 1대를 배수로에 빠지게 함으로써 잠시 동안 북한군의 진출을 지연시켰을 뿐이었다. 이런 상황 아래에서 제16연대의 2개 대대는 북한군 보병부대와 한차례의 교전을 치른 후에 태릉과 호원동으로 철수하게 되었다.
12시쯤 제16연대 방어진지를 돌파한 북한군은 의정부를 향해 계속 남하하고 덕정을 점령한 북한군 제4사단은 의정부를 서쪽에서 협공하고 있었다. 이와 같이 다급한 상황 아래에서 금오리에 포진한 육군포병학교 제2교도대대장 김풍익 소령은 105mm 곡사포 1문으로 북한군 전차의 무한궤도를 파괴하였지만 제2탄을 장전하는 순간 후속 전차의 포격으로 대대장과 제2중대장 장세풍 대위 및 6번포분대원 모두가 전사하였다.
그 직후부터 북한군 전차대는 한국군의 저항이 거의 없는 가운데 13시경에 의정부 읍내로 진입하였다. 의정부 읍내에서는 철수하는 군인과 뒤늦게 피난길에 오른 주민 및 부상병들의 인파로 대혼잡을 이루고 있었으나 한국군은 속수무책이었다. 이러한 와중에서 제7사단·제2사단의 전술지휘소는 창동으로 철수하여 새로운 전술지휘소를 개설하게 되었다.

### 백석천·내촌 일대의 지연전
6월 26일 오전에 창동으로 열차이동한 제25연대(연대장 김병휘 소령)는 육군본부 명령에 따라 의정부 남쪽 교외의 백석천에 제2·3대대를 배치하였다. 북한군 제3사단은 의정부를 점령하자 곧 다음 작전을 위한 재편성과 재보급을 위해 약 4시간동안 지체하고 있었다. 북한군은 이날 17:00시에 공격을 재개하였다. 전차 20대를 앞세우고 접근하는 북한군의 위세에 불안감을 느낀 어느 병사가 오발하는 순간, 한국군 병사들이 일제히 사격을 개시하는 어처구니없는 사태가 발생하여 방어 진지가 북한군에게 노출되었고 얼마 되지 않는 휴대탄약은 교전한 지 2~3분 만에 바닥이 나고 말았다.
이런 상황 하에서 북한군 전차대는 백석교를 속속 통과하고 있었는데 바로 이때 다리 밑에 잠복한 2.36인치 로켓 분대장이 5번전차를 파괴시켰으나 후속전차가 발사한 포탄에 맞아 전사하였고 뜻밖에 전차 1대를 잃은 북한군은 충격을 받았는지 더 이상 진격하지 않고 의정부 읍내로 되돌아갔다. 앞서 가던 전차 4대는 호원동 부근에 방어진지를 편성한 제16연대 2대대(대대장 소령 김헌)의 완강한 저항에 부딪친데다가 후속전차가 없음을 확인한 듯 약 2km를 후퇴하여 노상에서 사격태세를 갖추고 후속부대를 기다리고 있었다.
한편 이들 전차와 격전을 치른 제16연대 2대대는 많은 피해를 입고 분산되었고 이날 밤 백석교 우측에 배치된 제25연대 11중대장 문일수 중위는 전차 특공대를 편성, 지휘하여 노상에 정지 중이던 북한군의 전차 4대를 습격하여 그 중 2대를 파괴하는 큰 전공을 세웠다. 다음날 6월 27일 새벽 북한군이 공격을 재개하자 제25연대는 결사적으로 싸웠으나 탄약 보급이 제대로 되지 않아 태릉, 능곡, 수원 등지로 분산 철수하였다.
한편 육군사관학교장 이준식 준장은 6월 25일 13:00시 육군본부 명령에 따라 생도대대와 배속된 전투경찰대대를 391번 도로를 통제할 수 있는 내촌 부근의 감제고지에 배치하였다.
다음날 국군은 남하하는 북한군과 격전을 치른 후 태릉으로 철수하여 제9연대(25일, 포천 전투에서 패하여 분산되면서 제1대대는 태릉 방면으로 이동하였었다.)와 더불어 불암산~태릉 일대에 방어진지를 편성하고 미아리~태릉 방어선의 우측 일각을 담당하게 되었다.

## 결과 및 영향
포천과 의정부 전선이 무너진 뒤로 그 파급영향은 거의 전 전선에 미치게 되었는데 그 가운데서도 특히 좌 인접인 백선엽이 이끄는 제1사단은 아직 임진강 방어진을 고수하고 있는데, 동측방이 무너져 그 위협으로 말미암아 철수를 강요당하는 상황에 놓이고, 태릉 정면에서도 생도대대가 적선 후방에 위치케 되는가 하면 춘천의 제6사단과 강릉의 제8사단까지도 수도 서울의 위기에 따른 전술적 및 심리적인 충격으로 작전에 혼미를 거듭하게 되었다.
이에 반하여 북한군은 서울 공격을 제1목표로 삼아 의정부 지역의 전과 확대를 획책하는 한편 일부의 병력을 6월 27일에 벌써 김포반도로 상륙시켜 서측방에서 위협을 가하였다.